# Romel Maza
Romel Mesias Maza Quezada (ur. 28 kwietnia 1990) – ekwadorski zapaśnik walczący w obu stylach. Piąty na igrzyskach i ósmy na mistrzostwach panamerykańskich w 2011. Brązowy medalista mistrzostw Ameryki Południowej w 2009. Wicemistrz igrzysk boliwaryjskich w 2009 roku.